# نيك ثيوبالد
نيك ثيوبالد (بالإنجليزية: Nick Theobald)‏ هو فنان أمريكي، ولد في 1986 في لوس أنجلوس في الولايات المتحدة.